# 中華そば青葉

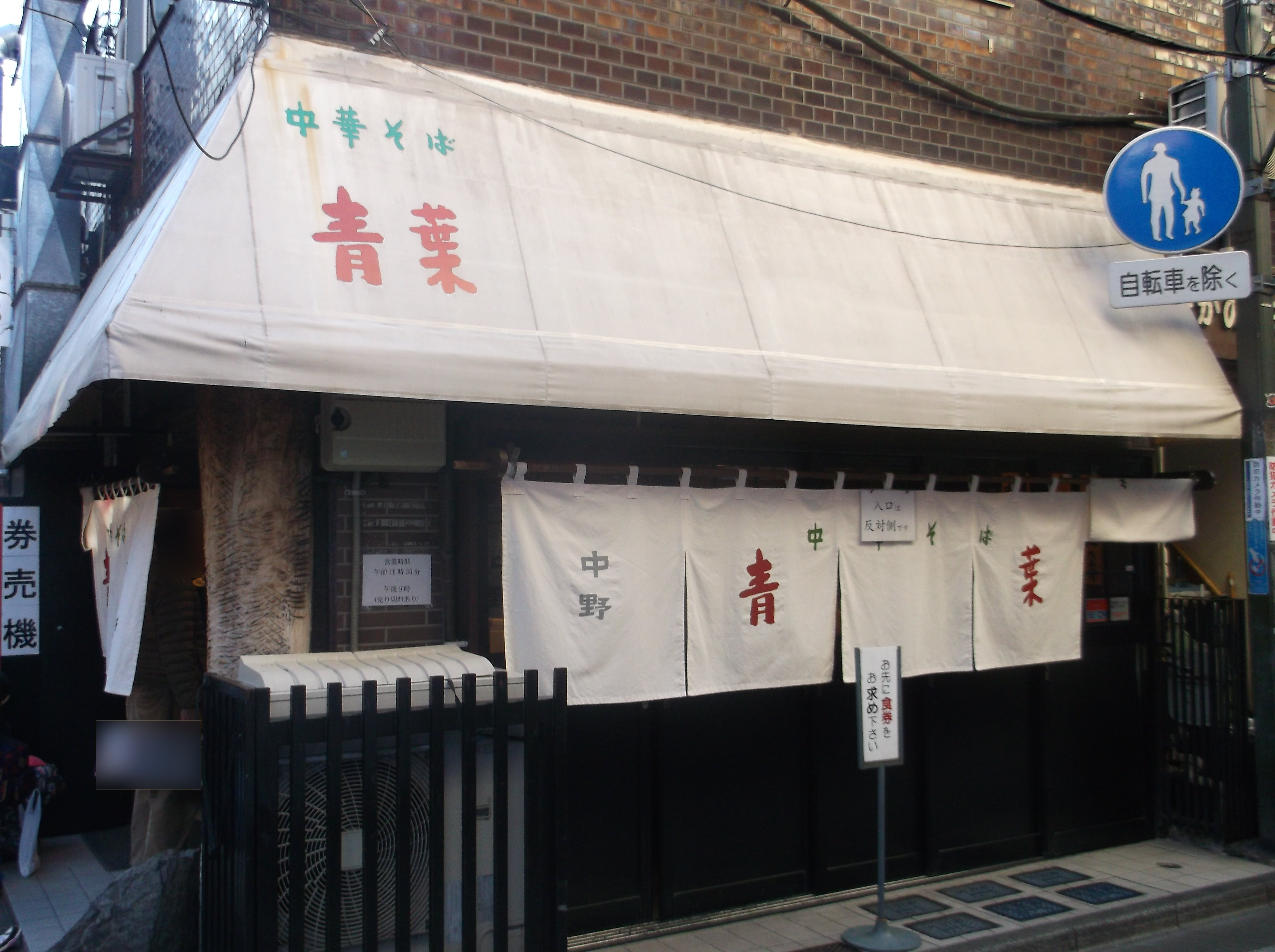
「中華そば　青葉」中野本店

中華そば青葉 （ちゅうかそばあおば） は、1996年(平成8年)に創業した、東京都中野区中野に本店を構えるラーメンおよびつけ麺のチェーン店である。青葉系ラーメンの火付け役でもある。

## 概要
1996年（平成8年）創業。魚系（かつお節、さば節、煮干し）和風スープと、動物系（豚骨、トリガラ）スープから脂を分離したものをあわせた醤油味のスープを使用したラーメンを提供している。

## 歴史
1996年（平成8年）の創業後は勢力を伸ばし、中野周辺の山の手地区を中心に暖簾分けを進め、首都圏で19ヶ所の支店を構えるまでに成長した。さらに、その存在は顧客のみならず、多くのラーメン店に大きな影響を与え、数多くの「青葉インスパイア系」ラーメン店が登場した。
老舗となった2013年（平成25年）にも、テレビ朝日の「お願い!ランキングGOLD」にて企画された第1回ラーメン総選挙ラーメン部門で1位を獲得したほか、2009年（平成21年）には暖簾分けした飯田橋店が、ムック本の「ラーメンWalker2009 東京・埼玉版」の沿線別ランキングで総武線の3位にランクインした。
2014年（平成26年）には「ミシュランガイド東京2015」の「ビブグルマン部門」に掲載された。

## 特徴

### スープ
東京ラーメンと九州ラーメンをブレンドした「ダブルスープ」を使用することで独特な味を実現している。東京ラーメンの淡泊だが風味の強い和風だしと、九州ラーメンのニオイや脂が強すぎるが濃厚なコクのあるスープ、それぞれの長所を引き立てるため、九州ラーメンのトンコツ、鶏ガラなどの動物系スープから脂を取り除き、東京ラーメンの濃い、かつお節、さば節、煮干しといった魚系の和風スープを合わせている。また、トンコツ、鶏ガラを多く使用するため、一般のラーメンの約3倍のゼラチン質が含まれ、脂分や塩分を控えながらも濃厚な味わいのもととなっている。塩分は、一般のラーメンの約3分の2しか含まれていないとされる。

### 麺
うどんと中華麺の良さを合わせるために自主開発しており、小麦の風味を活かすために作りたてのものを使用している。

## メニュー
メニューは以下の4種類のみである。
- 中華そば

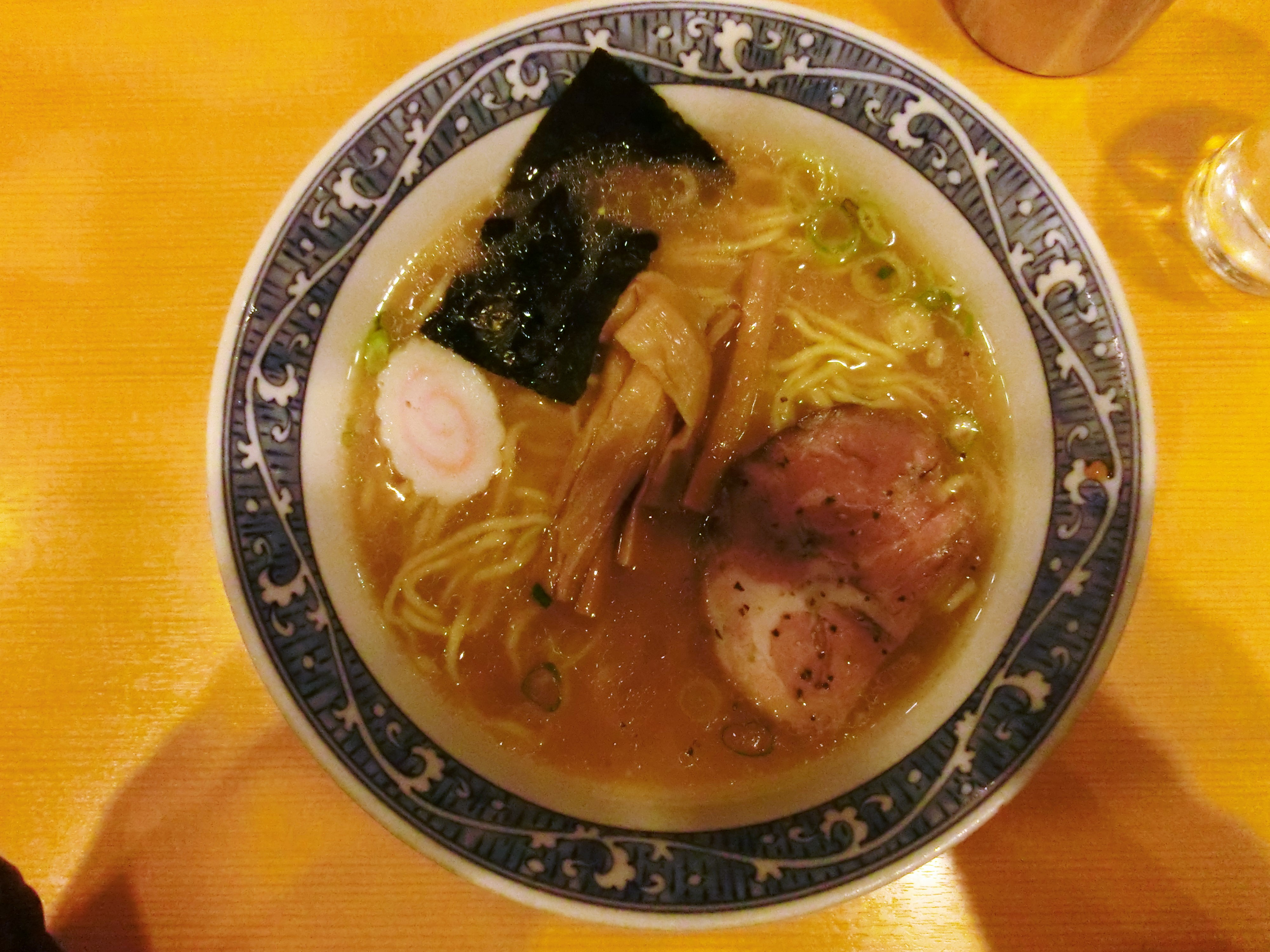
「中華そば」の画像（2015年2月19日、中野本店のもの。）

- 特製中華そば - 「中華そば」に、チャーシューとメンマを増量し味付卵を加えた商品
- つけ麺
- 特製つけ麺 - 「つけ麺」に、チャーシューとメンマを増量し味付卵を加えた商品

## カップ麺
サンヨー食品から、コラボカップ麺が何度か製品化されている。

## 店舗
- 東京都
  - 東京23区
    - 中野本店 - 中野駅北口から徒歩3分
    - 飯田橋店 - 飯田橋駅JR西口もしくはB2a出口から徒歩4分
    - 池袋サンシャイン店 - 池袋駅東口もしくは35出口から徒歩8分 サンシャインシティ内
    - 御徒町店 - 御徒町駅南口から徒歩2分 山手線・京浜東北線ガード下
    - 学芸大学店 - 学芸大学駅西口から徒歩2分 東急東横線ガード下
    - 錦糸町店 - 錦糸町駅北口もしくは3出口から徒歩2分
    - 光が丘IMA南店 - 光が丘駅A4出口から徒歩1分。光が丘IMA南館内

  - 多摩地区
    - 八王子店 - 八王子駅北口から徒歩15分 東京都道・神奈川県道506号八王子城山線
    - 府中店 - 府中本町駅から徒歩3分 府中駅(東京都)南口から徒歩9分
    - イオンモール東久留米店 - ひばりヶ丘駅から西武バスで10分 イオンモール東久留米内
    - 東大和店 - 武蔵大和駅から徒歩15分 東大和市駅北口から徒歩26分 新青梅街道
    - 吉祥寺店

- 埼玉県
  - 大宮店 - 大宮駅東口から徒歩3分
  - 狭山店 - 狭山市駅西口から徒歩15分 国道16号
  - ウニクス南古谷店 - 南古谷駅から徒歩7分 ウニクス南古谷内
  - エキア志木店 - 志木駅構内（エキア）内

- 千葉県
  - 船橋店 - 船橋駅から徒歩1分 東武百貨店船橋店 地下
  - ららぽーと船橋店 - 南船橋駅から徒歩5分 ららぽーと船橋内

- 神奈川県
  - 川崎アゼリア店 - 川崎アゼリア内

- 茨城県
  - つくば店 - つくば駅から徒歩9分

- 閉店
  - マルイシティ新宿店 - 新宿駅東口から徒歩4分 新宿三丁目駅A2出口からすぐ マルイシティ新宿内
  - 北千住店 - 北千住駅西口から徒歩4分 北千住マルイ内
    - 以上2店舗はマルイの店舗再編に伴う閉店。

  - 相模原店 - 相模原駅から徒歩15分